# Чезарини, Ренато
Ренато Чезарини (итал. Renato Cesarini; 11 апреля 1906, Сенигаллия — 24 марта 1969, Буэнос-Айрес) или Ренато Сесарини (исп. Renato Cesarini) — итальянский и аргентинский футболист и тренер, играл на позиции полузащитника и нападающего. Человек, игру которого прозвали по меткому комментарию журналиста Эуджерио Данезе «Зоной Чезарини», что означает «играть до конца и не терять надежду, даже когда до финального свистка остались считаные секунды». 

## Биография
Ренато Чезарини родился 11 апреля 1906 года в Сенигаллии, которая находится в регионе Марке провинции Анкона. Но уже через девять месяцев после рождения Ренато его семья села на корабль под названием «Мендоса» и переехала в Аргентину. Спустя 31 день после отплытия судна, они прибыли в город Буэнос-Айрес, в котором заселились в бедном районе Палермо. Отец семейства, Джованни, работал сапожником, а Ренато, будучи юношей, помогал ему. Но работа обувного мастера не прельщала молодого человека, который хотел другой, обеспеченной жизни. Чезарини любил цирк и даже пробовался в местной цирковой труппе, но его не взяли. А также Ренато любил играть в футбол. В юные годы он играл на улицах, скверах, юные жители района Палермо, в котором жили дети итальянских эмигрантов, даже создали свою команду «Боргана Палермо», которая играла с такими же само образующимися командами юношей.
Позже Чезарини попробовал себя в клубе «Чакарита Хуниорс», прозванном «могильщиками» за то, что их стадион находился близко к местному кладбищу. В этом клубе Чезарини дебютировал в чемпионате Аргентины 1925 года и помог вывести клуб из аргентинской Сегунды в Примеру, затем он играл за клуб «Альвеар» и «Феррокарриль Мидленд», а потом вновь в «Чакарите». После того как в 1929 году Чезарини забил за полгода 22 мяча, он был куплен итальянским клубом «Ювентус» за 40 миллионов лир с заработной платой 4 миллиона лир в месяц.
Поиграл Чезарини и в сборной Аргентины. Первый матч в составе национальной команды он провёл 29 мая 1926 года, а всего сыграл в двух матчах национальной команды и забил 1 мяч.
27 января 1930 года Чезарини прибыл в Италию, его дебютная игра состоялась 23 февраля против клуба «Наполи» и завершилась со счётом 2:2. В «Ювентусе» Чезарини составил знаменитый аргентинский дуэт нападения клуба, состоявший из Раймундо Орси и его самого. А с приходом в клуб Луиса Монти в 1931 году дуэт стал треугольником, ведь в каждой линии клуба было по аргентинцу, это не считая сильных игроков-итальянцев Умберто Калигариса и Вирджинио Розетты, будущих чемпионов мира. Все эти футболисты создали великолепную команду.
В первом сезоне в «Ювентусе» Чезарини забил 10 мячей в 16-ти матчах, а «Старая Синьора» заняла третье место, уступив 5 очков «Амброзиане» и 3 «Дженоа». Но уже через год клуб был первым, опередив «Рому», а Чезарини стал лидером клуба, проведя 29 матчей и забив 8 мячей. Тано выступал в «Ювентусе» до 1935 года, выиграв после первой удачи ещё 4 подряд чемпионата Италии, играя почти в большинстве матчей, кроме сезона 1932/33, когда травма на долгое время вывела Ренато из игры. На международной арене дела были не столь радужными, но клуб добирался до полуфинала самого престижного в те годы европейского клубного трофея — кубка Митропы. Всего же в составе «Ювентуса» Чезарини провёл 158 матчей и забил в них 55 голов.
Ренато Чезарини:«Что больше всего похоже на жизнь? Футбольное поле. Там все — личности»
Но не только игрой в составе клуба прославился Чезарини в Турине. Главный тренер команды Карло Каркано был сторонником строжайшей дисциплины, что очень не нравилось аргентинскому футболисту, который любил ночную жизнь, покер, внимание женщин, шампанское и курить сигары, которые он выкуривал по несколько в день, что очень не нравилось ни руководству клуба, ни тренерскому штабу. Из-за своей разгульной жизни он часто опаздывал на тренировки или являлся в таком измотанном состоянии, что еле бегал по полю. Каркано принял решение ввести систему штрафов за нарушение режима, за самые тяжкие проступки до нескольких тысяч лир, которая очень сильно била по карману Чезарини. Чтобы следить за игроками, в особенности за Чезарини, Каркано нанимал мальчишек за пару лир, которые следили за квартирами игроков, наблюдая кто покидает или входит в неё. После того как Чезарини узнал об этом, он просто предлагал мальчикам денег чуть больше, чем давал Каркано, и мог продолжать вести свою ночную жизнь. Через некоторое время вице-президент клуба Маццонис, который также следил за футболистами, прознал про это и уже сам следил за игроком. Тано приходилось оплачивать большие штрафы, дошло до того, что футболист после очередного проступка предложил сделку: «Если я в ближайшем матче чемпионата забиваю гол, то штраф отменяется!», Маццонис согласился на условия, и Чезарини забил. В будущем он почти всегда уходил таким образом от уплаты штрафов. Несмотря на роскошный образ жизни, Чезарини никогда не был жадным, он всегда подавал милостыню, и те, кто приходил просить у футболиста денег в долг, никогда не уходили от него с пустыми руками. Любил Чезарини и споры. Однажды он проспорил пари, проигравший в котором должен был побриться наголо, и выполнил обязательство, в другой раз он приехал на тренировку в пижаме.
Выступая за «Ювентус», Чезарини играл и за сборную Италии, в составе которой дебютировал 25 января 1931 года в матче с командой Франции. Последний матч в составе сборной Италии Чезарини сыграл 11 февраля 1934 год против Австрии, которую итальянцы проиграли 2:4. Всего Чезарини сыграл за Италию 11 матчей.
Тано завершил карьеру в Аргентине, в клубе «Ривер Плейт», который уже тогда называли «машиной» из-за его футболистов, Феррейры, Пеуселье, Морено и другими. Сам же Чезарини назвал «Ривер» так: «Лучший клуб, который можно создать, шедевр». С «Ривером» Чезарини стал двукратным чемпионом Аргентины.
Завершив карьеру игрока, Чезарини остался в «Ривере» и начал работать в системе молодёжных команд клуба. Когда в 1939 году команда после ухода из клуба Франца Платко осталась без главного тренера, на его роль пригласили Чезарини, который создал основу того, что будет легендарной командой, прозванной «Машина». Чезарини два раза приводил «Ривер» к чемпионскому званию Аргентины и дважды был с клубом вторым. Но самое большое достижение тогда казалось очень малым: при Чезарини в «Ривер Плейте» дебютировал молодой игрок Альфредо Ди Стефано, который в будущем станет одним из величайших игроков в истории футбола.
Поработал Чезарини и в «Ювентусе», возглавив клуб в 1946 году и проработав до 1948 года, но дважды совсем немного не дотянул с командой до чемпионского титула, заняв второе и третье место соответственно. Затем Тано вернулся на родину и работал с клубами «Банфилд» и «Бока Хуниорс».
В 1950 году Чезарини возглавил молодёжный состав «Ривер Плейта» и руководил им до 1958 года. Во время работы Ренато в клубе там играл молодой футболист Омар Сивори, подававший огромные надежды. Именно Тано, тренер Сивори, заразил молодого футболиста рассказами о «Ювентусе», игроком которого он стал в будущем.
В 1959 году Чезарини в третий раз вернулся в «Ювентус» и сделал с клубом победоносный «дубль» — команда выиграла чемпионат и кубок Италии. Через год клуб вновь выиграл итальянское первенство, дошёл до полуфинала национального кубка и 1/16 Кубка европейских чемпионов.
После «Юве» Чезарини уехал в Мексику работать с клубом «УНАМ Пумас», затем недолго руководил «Ривером», с которым дошёл до финала кубка Либертадорес, потом сборной Аргентины и «Ураканом».
Ренато Чезарини умер от тромбоэмболии лёгочной артерии после продолжительной болезни 24 марта 1969 года в Буэнос-Айресе.
 Ренато Чезарини: «За свою жизнь я был сапожником, акробатом, боксёром, уличным артистом, футболистом, радиокомментатором, организатором велосипедных гонок, музыкантом. Футбол не был самым необычным занятием, все должны уметь всё»

## Наследие
Именем Ренато Чезарини были названы клуб и футбольная академия, основанные в 1975 году в Росарио братьями Солари (Хорхе и Эдуардо) и Онега (Даниэль и Эрминдо). Выпускниками академии в числе прочих являются игроки сборной Аргентины Хавьер Маскерано и Мартин Демичелис. Два сезона (1982 и 1983) клуб выступал в аргентинской Примере.

## Статистика
| Сезон     | Клуб               | Лига    | Чемпионат | Чемпионат | Кубок | Кубок | Международные | Международные |
| Сезон     | Клуб               | Лига    | Игры      | Голы      | Игры  | Голы  | Игры          | Голы          |
| --------- | ------------------ | ------- | --------- | --------- | ----- | ----- | ------------- | ------------- |
| 1922      | Альвеар            | Примера | 2         | 0         | —     | —     | —             | —             |
| 1923      | Альвеар            | Примера | 27        | 16        | —     | —     | —             | —             |
| 1924      | Сан-Исидро         | Примера | 3         | 1         | —     | —     | —             | —             |
| 1925      | Чакарита Хуниорс   | Примера | 20        | 12        | 1     | 0     | —             | —             |
| 1925      | Феррокарриль Оэсте | Примера | 5         | 5         | 2     | 1     | —             | —             |
| 1926      | Чакарита Хуниорс   | Примера | 14        | 10        | 2     | 2     | —             | —             |
| 1926      | Феррокарриль Оэсте | Примера | 1         | 0         | —     | —     | —             | —             |
| 1927      | Чакарита Хуниорс   | Примера | 33        | 22        | —     | —     | —             | —             |
| 1928      | Чакарита Хуниорс   | Примера | 35        | 18        | —     | —     | —             | —             |
| 1929      | Чакарита Хуниорс   | Примера | 11        | 7         | —     | —     | —             | —             |
| 1929/1930 | Ювентус            | Серия A | 16        | 10        | —     | —     | —             | —             |
| 1930/1931 | Ювентус            | Серия A | 29        | 8         | —     | —     | 3             | 1             |
| 1931/1932 | Ювентус            | Серия A | 23        | 6         | —     | —     | 4             | 5             |
| 1932/1933 | Ювентус            | Серия A | 15        | 8         | —     | —     | 1             | 0             |
| 1933/1934 | Ювентус            | Серия A | 20        | 8         | —     | —     | 4             | 2             |
| 1934/1935 | Ювентус            | Серия A | 25        | 5         | —     | —     | 7             | 0             |
| 1936      | Чакарита Хуниорс   | Примера | 8         | 3         | —     | —     | —             | —             |
| 1936      | Ривер Плейт        | Примера | 13        | 4         | —     | —     | 1             | 0             |
| 1937      | Ривер Плейт        | Примера | 10        | 3         | —     | —     | —             | —             |

1. ↑  Включает следующие турниры: Кубок Соперничества Высшего дивизиона[исп.], Кубок Эстимуло
2. ↑  Включает следующие турниры: Кубок Митропы, Кубок Альдао

## Достижения

### Как игрок
«Ювентус»
- Чемпион Италии (4): 1932, 1933, 1934, 1935

«Ривер Плейт»
- Чемпион Аргентины (2): 1936, 1937

### Как тренер
«Ривер Плейт»
- Чемпион Аргентины (2): 1941, 1942
- Обладатель Кубка Альдао: 1941

«Ювентус»
- Чемпион Италии (2): 1960, 1961
- Обладатель Кубка Италии: 1960